# Большая сцена (музыкальный фестиваль)
«Большая сцена» — международный музыкальный фестиваль, который проводится в России с 2021 года. Концепция фестиваля объединяет конкурсную и образовательную программы. Участники фестиваля получают возможность выступить в гранд-финале со звездами эстрады. А между турами конкурсанты проходят эксклюзивные мастер-классы от специалистов из сферы культуры и искусства.
Гранд-финал «Большой сцены» транслируется в эфире федеральных каналов и в социальных сетях «ВКонтакте» и «Одноклассники».
В разные годы в рамках заключительного гала-концерта выступали Алсу, Полина Гагарина, Лариса Долина, Ваня Дмитриенко, Люся Чеботина, Мия Бойко, Митя Фомин, Жасмин, Стас Костюшкин, Диана Гурцкая, Ирина Дубцова, Сосо Павлиашвили, Sevak, группа Burito, Зара, Galibri & Mavik, Денис Майданов, ЭЛиПС, Лада Дэнс, Этери Бериашвили, Варвара, Таисия Повалий, Александра Воробьева, Александр Еловских, Алена Ланская, Filatov & Karas, Александр Шоуа & Непара, Сергей Волчков, AMIRCHIK, Согдиана, Анита Цой, группа «Земляне», Инна Маликова и группа «Новые Самоцветы», Дмитрий Колдун, Анет Сай, Вера Алдонина и другие.
Основатель и идеолог проекта — Юрий Николаевич Гончар, медиахолдинг «Gonchar Production». Организатор — АНО ДО «Школа эстрадного искусства Юрия Гончара». Технический продакшн — «Grand Production».
Информация о проекте публикуется на его сайте, странице во «ВКонтакте» и в телеграм-канале.

## О проекте

### Формат
Главная цель фестиваля — открытие и развитие творческого потенциала талантливой молодежи из России и стран БРИКС. Создатель проекта Юрий Гончар задумал его не просто как песенный конкурс, но и как платформу для развития участников. Поэтому в концепцию «Большой сцены» входят и конкурсная, и образовательная программы.

### Этапы фестиваля
Фестиваль проводится в четыре тура.

#### Первый тур
Заочный отбор конкурсантов. Оргкомитет дистанционно принимает заявки и выбирает участников полуфиналов.

#### Второй и третий туры
Второй и третий туры состоят из очных выступлений участников в полуфинале и финале фестиваля соответственно. Победители и участники финального тура получают право выступить в гранд-финале в Государственном Кремлевском дворце.
Во время проведения полуфинала и финала фестиваля для участников организована эксклюзивная образовательная программа. Конкурсанты могут пройти мастер-классы от экспертов по вокалу, хореографии, ораторскому и сценическому мастерству, сонграйтингу и музыкальному продюсированию, а также посетить выступления известных артистов и коллективов.

#### Четвертый тур
Четвертый и заключительный этап «Большой сцены» — гранд-финал на сцене Государственного Кремлевского дворца. В торжественном гала-концерте принимают участие победители финального этапа фестиваля и звезды эстрады. Трансляция концерта проходит в эфире федеральных телеканалов и в социальных сетях.
В 2023 году гранд-финал в Государственном Кремлевском дворце проходил под живой аккомпанемент симфонического оркестра «Фонограф» под руководством Сергея Жилина.

### Жюри фестиваля
Выступления участников фестиваля оценивает профессиональное жюри. В его состав входят популярные российские и зарубежные исполнители, продюсеры, представители музыкальных компаний, общественные деятели и эксперты индустрии культуры и искусства. Состав экспертов меняется каждый тур.

#### Состав экспертного совета в 2021 году[5]
- Дэвид Ли Брюер
- Елена Кипер
- Этери Бериашвили
- Саро Геворгян
- Ильдар Гайнутдинов
- Эден Голан
- Наталья Гордиенко
- Диана Гурцкая
- Андрей Покутный
- Ольга Самойленко

#### Состав экспертного совета по направлению «вокал» в 2022 году
- Этери Бериашвили[6]
- Александр Шоуа[7]
- Александр Еловских[8]
- Диана Гурцкая[9]
- Карина Купер[10]
- Елена Максимова[11]
- Андрей Покутный
- Ольга Самойленко[12]
- Екатерина Осипенко[13]
- Маргарита Позоян[14]
- Алена Ланская[15]
- DJ Катя Гусева[16]
- Юлия Плаксина[17]

#### Состав экспертного совета по направлению «хореография» в 2022 году
- Сергей Филин
- Александр Могилев[18]
- Ева Уварова[19]
- Дмитрий Васин и Согдиана Хамзина
- Дмитрий Александров[20]
- Рамиль Мехдиев
- Алексей Мечетный[21]
- Татьяна Корнеева
- Екатерина Куроченко[22]
- Александр Радев

#### Состав экспертного совета по направлению «вокал» в 2023 году
- Карина Купер[23]
- Александр Шоуа
- Лариса Долина[24]
- Алсу
- Этери Бериашвили[25]
- Виктория Черенцова[26]
- Сергей Жилин[27]
- Татьяна Рогозина[28]
- Влад Моленко
- Александра Круглова[29]
- Татьяна Османская[30]
- Лев Рудин[31]
- Александра Воробьёва[32]
- Елена Кипер
- Анастасия Макеева
- Александр Еловских
- Юлия Плаксина
- Ева Габулова
- Алена Ланская[33]
- Марина Девятова

#### Состав экспертного совета по направлению «хореография» в 2023 году
- Сергей Филин[34]
- Алла Духова
- Софья Гайдукова
- Алексей Свиридов
- Карим Абдуллин
- Екатерина Куроченко
- Дмитрий Александров
- Любовь Соловьева[35]

#### Состав экспертного совета по направлению «вокал» в 2024 году[36]
- Александр Шоуа
- Лариса Долина
- Зара
- Akmal'
- Лев Рудин
- Марина Андрусенко
- Sevak
- Сергей Войтенко
- Сергей Рябов
- Toni
- Алексей Сухов
- Алена Ланская
- Александр Еловских
- Ирина Миронова
- Ольга Самойленко
- Дарья Храмова
- Виктория Черенцова
- Юлия Плаксина
- София Непойда
- Семен Величко
- Яна Вайновская

#### Состав экспертного совета по направлению «хореография» в 2024 году[36]
- Сергей Филин
- Евгений Папунаишвили
- Владимир Моисеев
- Егор Симачев
- Алексей Свиридов
- Любовь Соловьёва
- Дмитрий Александров
- Екатерина Куроченко

## Направления и номинации
В конкурсе первого фестиваля «Большая сцена» 2021 года могли участвовать только вокалисты в возрасте от шести до тридцати лет. Но с 2022 года конкурсная программа расширилась до двух основных направлений: вокал и хореография. Точный список номинаций меняется каждый сезон.

### Полный список номинаций и победителей[37]

#### Первый сезон, 2021
| Номинация | Возрастная группа | Первое место     | Второе место      | Третье место    | Гран-при     |
| --------- | ----------------- | ---------------- | ----------------- | --------------- | ------------ |
| Вокал     | Старшая группа    | Анна Черноталова | София Майкевич    | Антон Василец   | Элен Бадалян |
| Вокал     | Средняя группа    | Варвара Бутко    | София Туманова    | Вардан Маргарян | Элен Бадалян |
| Вокал     | Младшая группа    | Мелани Мамаева   | Мирослава Злобина | Натали Сафарян  | Элен Бадалян |

#### Второй сезон, 2022
| Номинация   | Возрастная группа | Первое место        | Второе место                      | Третье место                          | Гран-при                           |
| ----------- | ----------------- | ------------------- | --------------------------------- | ------------------------------------- | ---------------------------------- |
| Вокал       | 6—8 лет           | Адель Старостина    | Ульяна Котельникова               | Дуэт «Непара» Андрианы и Мартина      | Ансамбль «Лайк» Ангелина Сидоренко |
| Вокал       | 9—13 лет          | Арина Войтенко      | Арина Шурхай                      | Андрей Емелин                         | Ансамбль «Лайк» Ангелина Сидоренко |
| Вокал       | 14—16 лет         | Максим Сухов        | София Зорина                      | Дуэт Арсений Слесарев и Варвара Бутко | Ансамбль «Лайк» Ангелина Сидоренко |
| Вокал       | 17—21 год         | Давид Пайрахманов   | Антон Василец                     | Лилит Мравян                          | Ансамбль «Лайк» Ангелина Сидоренко |
| Вокал       | 22—30 лет         | Группа «Diacapella» | Джазовый ансамбль «Kazan Rhythms» | Мужское трио «Grafe»                  | Ансамбль «Лайк» Ангелина Сидоренко |
| Хореография | —                 | Дуэт «Fusion»       | Валерия Медведева                 | Ансамбль народного танца «Твой успех» | Балетная школа «Fouette»           |

#### Третий сезон, 2023
| Номинация          | Возрастная группа | Первое место                  | Второе место     | Третье место                 | Гран-при                                         |
| ------------------ | ----------------- | ----------------------------- | ---------------- | ---------------------------- | ------------------------------------------------ |
| Вокал              | 6—8 лет           | Ева Лейман                    | Федор Умрихин    | Анна Селиверстова            | Юлия Мазунова Павел Загвозкин Андрей Прибыльский |
| Вокал              | 9—11 лет          | Полина Сюткина                | Елена Турчина    | Макар Таранда                | Юлия Мазунова Павел Загвозкин Андрей Прибыльский |
| Вокал              | 12—14 лет         | Арина Точилова                | Дарья Бондаренко | Азор Худоян                  | Юлия Мазунова Павел Загвозкин Андрей Прибыльский |
| Вокал              | 15—17 лет         | Дуэт Анна Кан и София Тришина | Мишель Монталь   | Полина Худякова              | Юлия Мазунова Павел Загвозкин Андрей Прибыльский |
| Вокал              | 18—25 лет         | Александра Карабешкина        | Динара Зарыпова  | Марта Монастырская           | Юлия Мазунова Павел Загвозкин Андрей Прибыльский |
| Ансамбли           | —                 | Коллектив «V-Teens»           | Квартет «Про»    | Шоу-проект «Bambini»         | La Birds Collection                              |
| Музыкальные группы | —                 | Адель «Star»                  | Дмитрий Ильин    | Ансамбль Ложкарей            | Бум-бэнд                                         |
| Хореография        | —                 | Полина Роман                  | Вероника Хапкова | Школа танцев «Dance Element» | Полина Сюткина                                   |

#### Четвертый сезон, 2024[4]
| Номинация                         | Возрастная группа                               | Первое место | Второе место | Третье место | Гран-при |
| --------------------------------- | ----------------------------------------------- | ------------ | ------------ | ------------ | -------- |
| Вокал. Соло                       | 6—8 лет                                         | —            | —            | —            | —        |
| Вокал. Соло                       | 9—11 лет                                        | —            | —            | —            | —        |
| Вокал. Соло                       | 12—14 лет                                       | —            | —            | —            | —        |
| Вокал. Соло                       | 15—17 лет                                       | —            | —            | —            | —        |
| Вокал. Соло                       | 18—25 лет                                       | —            | —            | —            | —        |
| Вокал. Дуэт                       | 6—8 лет                                         | —            | —            | —            | —        |
| Вокал. Дуэт                       | 9—13 лет                                        | —            | —            | —            | —        |
| Вокал. Дуэт                       | 14—17 лет                                       | —            | —            | —            | —        |
| Вокал. Дуэт                       | 18—25 лет                                       | —            | —            | —            | —        |
| Вокал. Малые вокальные коллективы | 6—8 лет                                         | —            | —            | —            | —        |
| Вокал. Малые вокальные коллективы | 9—13 лет                                        | —            | —            | —            | —        |
| Вокал. Малые вокальные коллективы | 14—17 лет                                       | —            | —            | —            | —        |
| Вокал. Малые вокальные коллективы | 18—25 лет                                       | —            | —            | —            | —        |
| Вокал. Хор                        | 6—8 лет                                         | —            | —            | —            | —        |
| Вокал. Хор                        | 9—13 лет                                        | —            | —            | —            | —        |
| Вокал. Хор                        | 14—17 лет                                       | —            | —            | —            | —        |
| Вокал. Хор                        | 18—25 лет                                       | —            | —            | —            | —        |
| Вокал. Хор                        | Смешанные коллективы до 40 лет                  | —            | —            | —            | —        |
| Вокал. Фольклор                   | 6—8 лет                                         | —            | —            | —            | —        |
| Вокал. Фольклор                   | 9—11 лет                                        | —            | —            | —            | —        |
| Вокал. Фольклор                   | 12—14 лет                                       | —            | —            | —            | —        |
| Вокал. Фольклор                   | 15—17 лет                                       | —            | —            | —            | —        |
| Вокал. Фольклор                   | 18 и более                                      | —            | —            | —            | —        |
| Вокал. Фольклор                   | Смешанные коллективы без возрастных ограничений | —            | —            | —            | —        |
| Хореография                       | 6—8 лет                                         | —            | —            | —            | —        |
| Хореография                       | 9—13 лет                                        | —            | —            | —            | —        |
| Хореография                       | 14—17 лет                                       | —            | —            | —            | —        |
| Хореография                       | 18—25 лет                                       | —            | —            | —            | —        |
| Хореография. Фольклор             | 6—8 лет                                         | —            | —            | —            | —        |
| Хореография. Фольклор             | 9—13 лет                                        | —            | —            | —            | —        |
| Хореография. Фольклор             | 14—17 лет                                       | —            | —            | —            | —        |
| Хореография. Фольклор             | 18—25 лет                                       | —            | —            | —            | —        |
| Хореография. Фольклор             | Смешанные коллективы без возрастных ограничений | —            | —            | —            | —        |

## Артисты о фестивале
«Большая сцена отличается тем, что здесь маленькие артисты действительно выходят на большую сцену… Это очень почетно», — Этери Бериашвили
«Прекрасный приз — постоять на самой главной сцене страны, посоревноваться с самыми сильными конкурентами… Потрясающая организация конкурса», — Елена Максимова
«„Большая сцена“ — замечательный проект, ведь с известными артистами на сцену выходят талантливые дети со всей страны. И это здорово, потому что дети — это наше будущее, и мы должны стараться передавать им все то хорошее, чему сами научились в жизни», — Сергей Жилин.